# Volta a Andalusia 2005
La Volta a Andalusia 2005 es va disputar entre el 13 al 17 de febrer de 2005. Va ser guanyada per l'espanyol Francisco Cabello de l'equip Comunidad Valenciana, per davant de Daniel Moreno i José Luis Martínez.

## Etapes
| Etapa | Data         | Recorregut                        | Km       | Vencedor d'etapa      | Líder de la general   |
| ----- | ------------ | --------------------------------- | -------- | --------------------- | --------------------- |
| 1a    | 13 de febrer | Benalmádena - Comares             | 150,5 km | Carlos García Quesada | Carlos García Quesada |
| 2a    | 14 de febrer | Antequera - La Zubia              | 165,7 km | Serge Baguet          | Carlos García Quesada |
| 3a    | 15 de febrer | Vegas del Genil - Jaén            | 163,8 km | Serge Baguet          | Francisco Cabello     |
| 4a    | 16 de febrer | La Guardia de Jaén - Còrdova      | 161,6 km | Alessandro Petacchi   | Francisco Cabello     |
| 5a    | 17 de febrer | Sevilla - Chiclana de la Frontera | 153,8 km | Alessandro Petacchi   | Francisco Cabello     |

## Classificacions finals

### Classificació general
|    | Ciclista           | Equip                          | Temps       |
| -- | ------------------ | ------------------------------ | ----------- |
| 1  | Francisco Cabello  | Comunidad Valenciana-Elche     | 20h 33' 25" |
| 2  | Daniel Moreno      | Relax-Fuenlabrada              | + 1'30"     |
| 3  | José Luis Martínez | Comunidad Valenciana-Elche     | + 2'36"     |
| 4  | Vicente Reynés     | Illes Balears-Caisse d'Epargne | + 2'45"     |
| 5  | Juan Manuel Gárate | Saunier Duval-Prodir           | + 3'00"     |
| 6  | Manuel Beltrán     | Discovery Channel              | + 3'16"     |
| 7  | David Cañada       | Saunier Duval-Prodir           | + 3'33"     |
| 8  | Ezequiel Mosquera  | Kaiku                          | + 4'01"     |
| 9  | Ángel Castresana   | Mr Bookmaker.com-SportsTech    | + 4'23"     |
| 10 | Jon Bru            | Kaiku                          | + 4'37"     |

|   | Ciclista           | Equip                      | Punts |
| - | ------------------ | -------------------------- | ----- |
| 1 | Juan Manuel Gárate | Saunier Duval-Prodir       | 25    |
| 2 | Francisco Cabello  | Comunidad Valenciana-Elche | 15    |
| 3 | Joaquim Rodríguez  | Saunier Duval-Prodir       | 14    |

|   | Ciclista              | Equip                          | Punts |
| - | --------------------- | ------------------------------ | ----- |
| 1 | Serge Baguet          | Davitamon-Lotto                | 56    |
| 2 | Carlos García Quesada | Comunidad Valenciana-Elche     | 39    |
| 3 | Vicente Reynés        | Illes Balears-Caisse d'Epargne | 34    |

|   | Ciclista           | Equip                | Temps |
| - | ------------------ | -------------------- | ----- |
| 1 | Juan Manuel Gárate | Saunier Duval-Prodir | 9     |
| 2 | Stijn Devolder     | Discovery Channel    | 5     |
| 3 | Johan Vansummeren  | Davitamon-Lotto      | 5     |

|   | Equip                              | Temps       |
| - | ---------------------------------- | ----------- |
| 1 | Discovery Channel Pro Cycling Team | 61h 49' 02" |
| 2 | Kaiku                              | + 2'13"     |
| 3 | Davitamon-Lotto                    | + 7'12"     |